# 叶夫根尼·维克托罗维奇·列别杰夫
叶夫根尼·维克托罗维奇·列别杰夫（羅馬化：Yevgeniy Viktorovich Lebedev；1957年12月12日—）是俄罗斯政治人物，第七届和第八届国家杜马代表。
1978年至2002年，列别杰夫在博尔玻璃厂担任司机、商品专家、供应部副部长、供应部部长、商务问题副总监、营销和商务副总经理。2005年至2006年，他担任博尔市杜马代表。2006年至2021年，他担任第四至第六届下诺夫哥罗德州立法议会代表。2021年9月起，他担任第八届国家杜马代表。